# Kelemantia
Kelemantia (o Celemantia, i actualment Leányvár) és un antic campament militar romà emplaçat en el territori de l'actual municipi de Iža a Eslovàquia, a uns 4 km a l'est de Komárno.
La construcció d'aquest campament fortificat (o castellum) es va iniciar a la segona meitat del segle primer i posteriorment va ser conquerit durant la Guerra de Marcòmanes (166-180 dC) i cremat per les tribus germàniques. Va deixar d'existir al voltant de l'any 400 dC, coincidint amb l'inici de la invasions bàrbares. Les ruïnes es van trobar a finals del segle xviii, però des de llavors la gent ha utilitzat les pedres per construir els edificis i la fortalesa de Komárno.
Segons una llegenda local, un soldat romà, Valentí, va mantenir les seves amants a la fortalesa. La història fictícia explica l'origen del nom Leányvár, que significa Castell de noies en hongarès. No obstant això, el nom probablement es refereix al fet que les ruïnes del castellum van ser donades pel rei Béla IV d'Hongria a les monges dominiques de Margitsziget que més tard hi van construir una petita fortalesa.
El juliol del 2021, Kelemantia es va afegir a la Llista del Patrimoni Mundial de la UNESCO com a part del segment occidental de les Limes Danubianes de l'Imperi Romà

## Galeria Fotogràfica

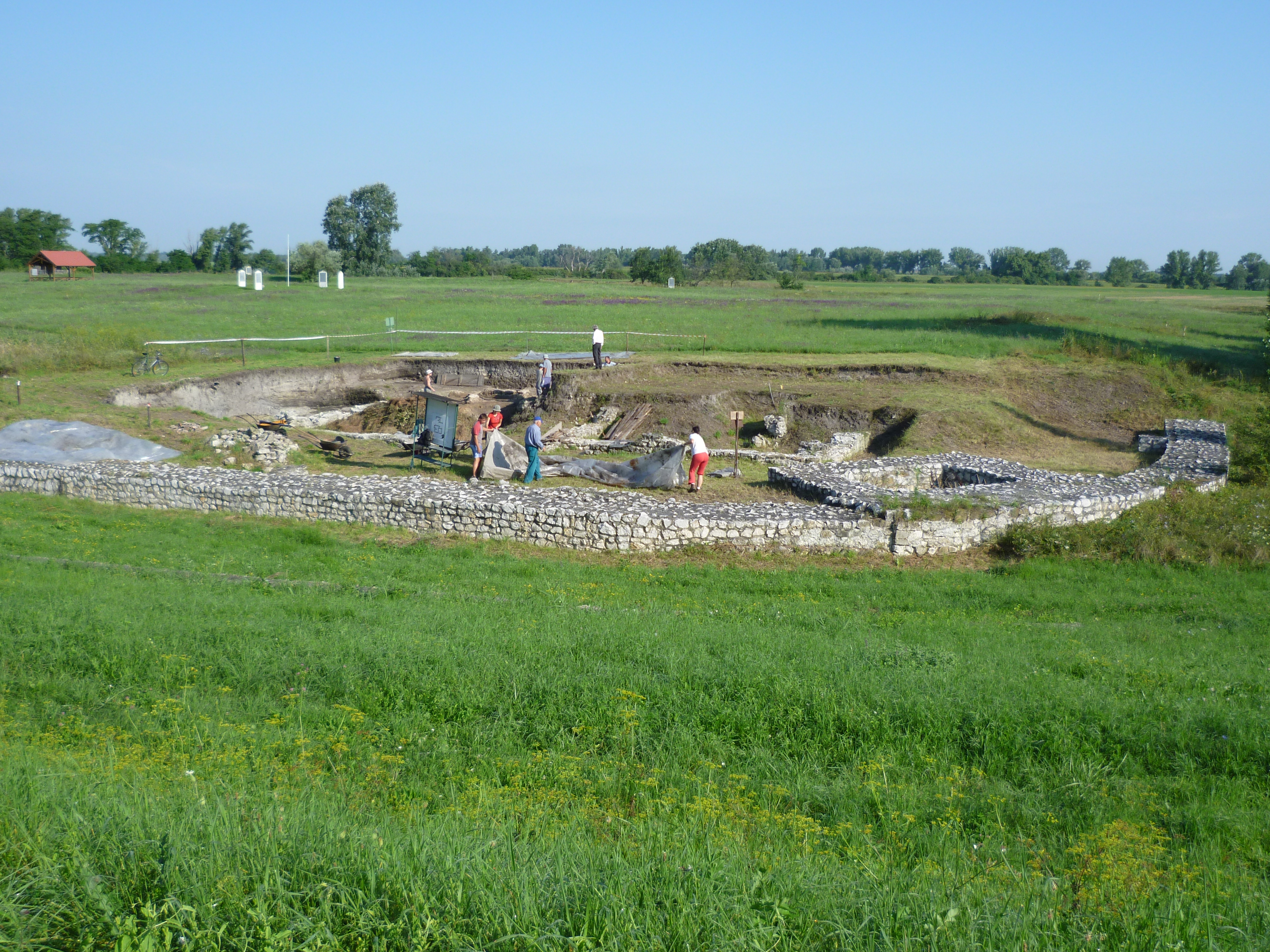
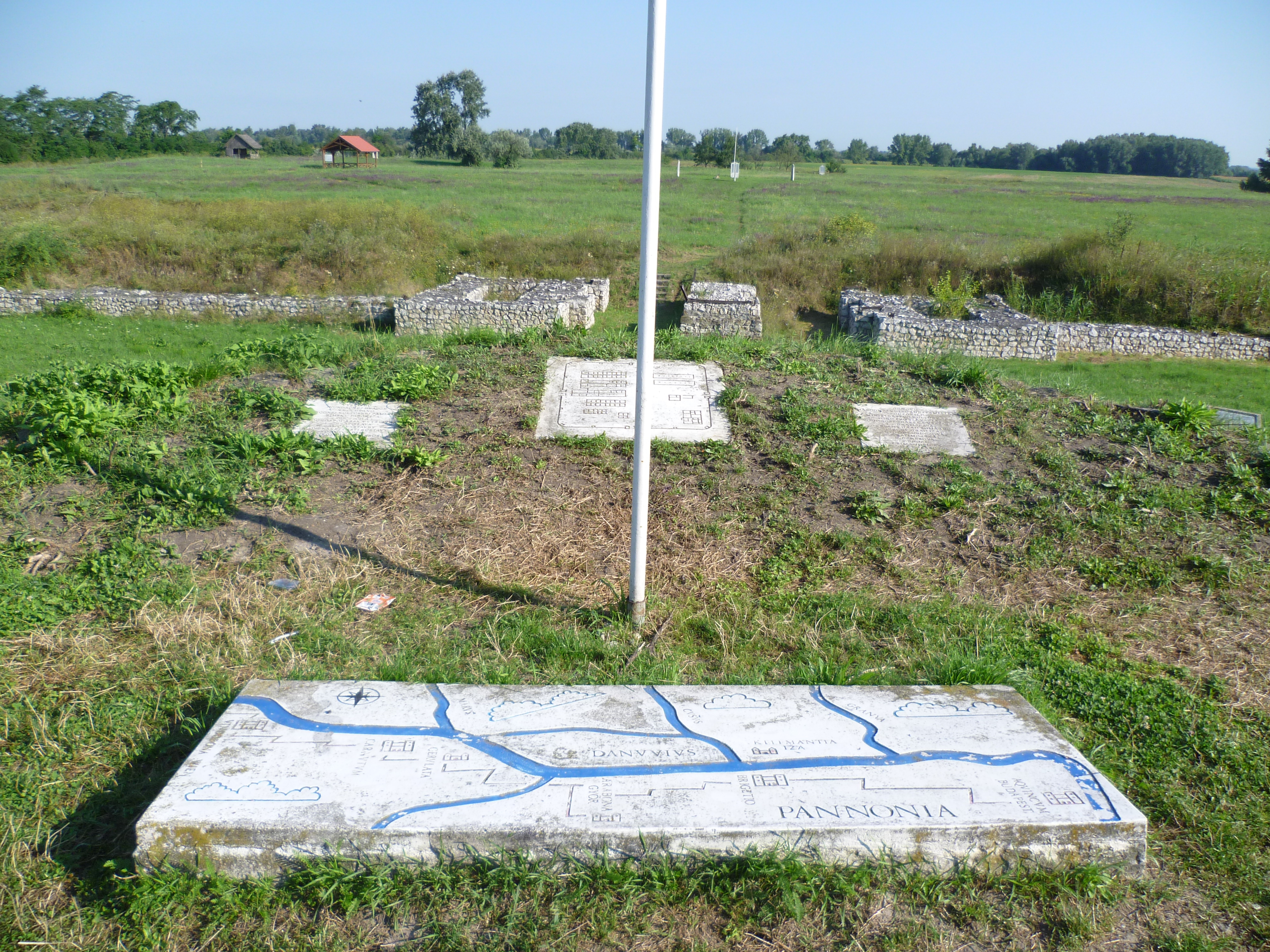
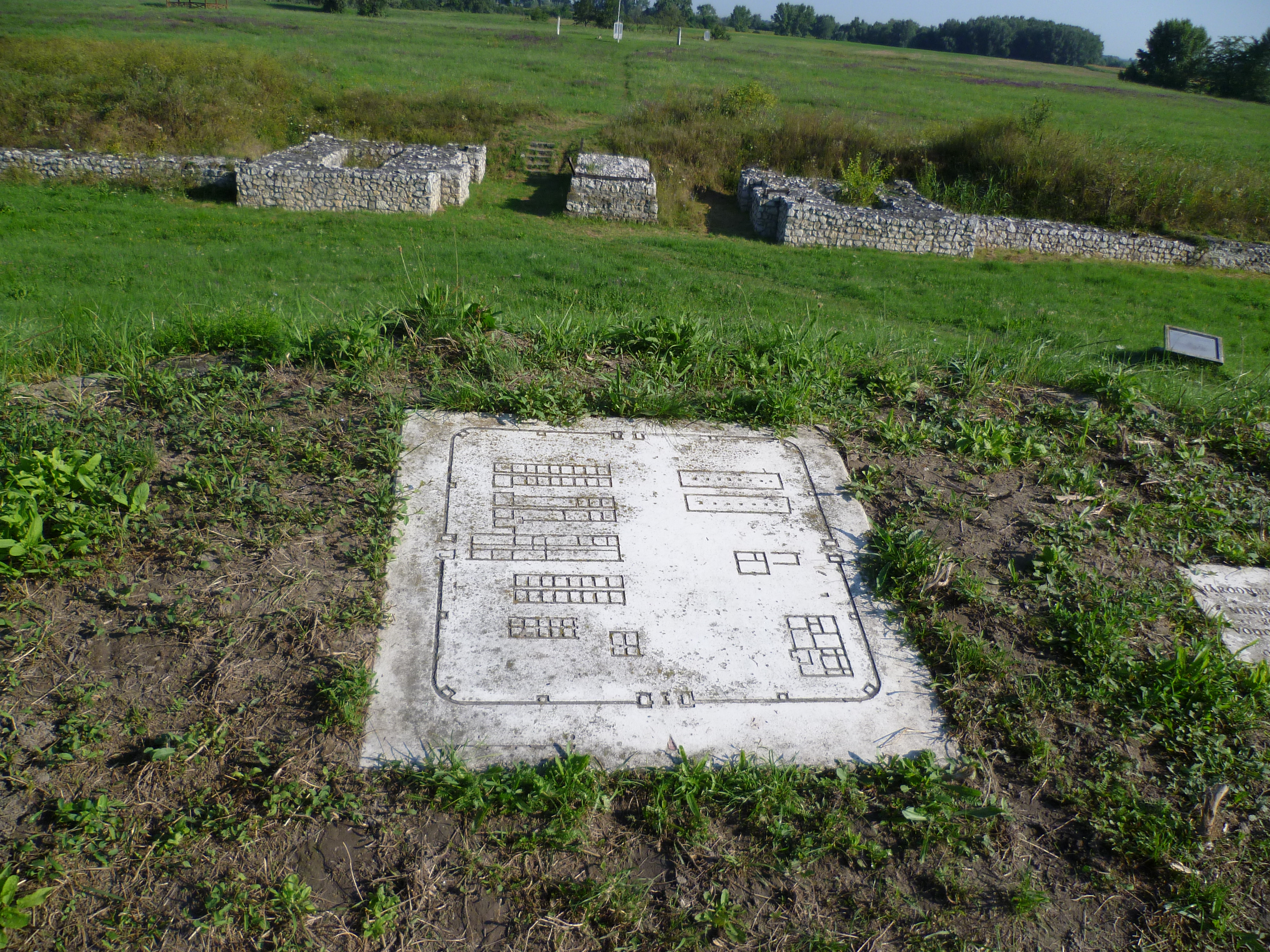